# Constellation Place
Constellation Place est un gratte-ciel de 35 étages et mesurant 150 mètres de haut, situé à Century City à Los Angeles, en Californie. Il abrite le siège de Houlihan Lokey, ICM Partners et International Lease Finance Corporation (ILFC).
Il abritait autrefois le siège social de Metro-Goldwyn-Mayer (MGM), mais MGM a déménagé à Beverly Hills après le 19 août 2011.

## Histoire
Constellation Place a été construit de 2001 à 2003. C'est le 28ème plus haut bâtiment de Los Angeles. C'était le premier gratte-ciel à être achevé au XXIe siècle à Los Angeles. Le bâtiment a été conçu par Johnson Fain Partners, et compte 65,000 m² de bureaux d'affaires.
Avant le 19 août 2011, le siège social de MGM s'y trouvait  
À mi-chemin du processus de conception de la construction de ce qui allait devenir la "tour MGM", la société de distribution avait accepté d'être le locataire principal. En 2000, MGM avait annoncé qu'elle déménagerait son siège social dans un bâtiment nouvellement construit à Century City. Le bâtiment a ouvert en 2003.
En 2010, alors que MGM sortait de sa procédure de faillite, elle a annoncé qu'elle prévoyait de déménager le siège social à Beverly Hills, en Californie, afin que la société puisse éliminer environ 5 milliards de dollars de dettes. Le bail de Century City devait expirer en 2018. Roger Vincent et Claudia Eller du L.A Times ont déclaré que le loyer mensuel par pied carré de MGM serait beaucoup plus bas dans le bâtiment de Beverly Hills que dans la "tour MGM". Larry Kozmont, un consultant immobilier non impliqué dans le déménagement, a déclaré: "C'est une décision prudente pour eux. Réduire les effectifs et déménager dans un espace qui est toujours important mais pas trop ostentatoire et surchargé de dépenses est fondamental pour leur survie." .

## Installations
ICM Partners a son siège dans les cinq derniers étages récemment rénovés du bâtiment.
Alex Yemenidjian, ancien président et directeur général de MGM, a conçu l'espace du siège. Roger Vincent et Claudia Eller affirment que Yemenidjian n'a épargné aucune dépense pour construire l'espace du studio dans un style "Las Vegassien" avec d'imposants piliers de marbre et un grand escalier en colimaçon bordé d'un mur de récompenses.
L'architecte Scott Johnson a conçu le tiers inférieur de la tour pour avoir des planchers extra-larges afin que les dirigeants de MGM puissent avoir des terrasses extérieures. Le marbre utilisé dans les espaces MGM a été importé d' Italie . La société de production dispose d'un garage privé dédié, un point de contrôle de sécurité dédié et une banque d'ascenseurs dédiée. De cette façon, les célébrités qui ont visité le complexe pouvaient entrer et sortir du bâtiment sans entrer dans les espaces publics. Trois salles de projection ont été placées dans la tour. L'un d'eux était un théâtre de 100 places au rez-de-chaussée. Depuis décembre 2010, ICM Partners détient le théâtre. Le hall du 14e étage abritait les suites exécutives et un mur de statuettes des Oscars pour les films primés. La rue qui mène au garage de l'immeuble a été renommée MGM Drive. Un grand logo MGM a été placé en haut du bâtiment. En décembre 2010, MGM a loué 19,000 m² d'espace dans la tour MGM, a payé près de 5 $ par mètre-carré de loyer par mois.
En 2012, il était considéré comme le premier gratte-ciel de Los Angeles à utiliser des piles à combustible générant de l'électricité, appelées Bloom Energy Servers, comme source d'énergie. Les cellules, qui dépendent d'hydrocarbures comme le gaz naturel pour produire de l'électricité, peuvent produire jusqu'à 400 kilowatts d'électricité, ce qui fournirait un tiers de l'électricité utilisée pour alimenter le bâtiment.

## Locataires
- Siège de Houlihan Lokey - 4e, 5e, 6e étages [4],[5]
- Siège social d' ICM Partners   [6]
- Siège social de l'International Lease Finance Corporation (ILFC) - Suite 3400  [7]
- Fortress Investment Group - 16e étage
- Groupe Macquarie - Suite 2250

## Voir également
- Liste des bâtiments les plus hauts de Los Angeles